# Villedubert
Villedubert là một xã của Pháp, nằm ở tỉnh Aude trong vùng Occitanie. Người dân địa phương trong tiếng Pháp gọi là Villedubertois.

## Hành chính
| Danh sách các xã trưởng                |                  |               |      |         |
| Giai đoạn                              | Giai đoạn        | Tên           | Đảng | Tư cách |
| tháng 3 năm 2008                       | tháng 3 năm 2014 | René Sciamma  | PS   |         |
| novembre 2003                          | tháng 3 năm 2008 | René Sciamma  | PS   |         |
| tháng 3 năm 2001                       | novembre 2003    | Gérard Perez  | PS   |         |
| tháng 3 năm 1974                       | tháng 3 năm 2001 | Daniel Aranes | PS   |         |
| Tất cả các dữ liệu trước đây không rõ. |                  |               |      |         |

## Thông tin nhân khẩu
| 1962                                         | 1968 | 1975 | 1982 | 1990 | 1999 | 2004 |
| -------------------------------------------- | ---- | ---- | ---- | ---- | ---- | ---- |
| 178                                          | 180  | 186  | 254  | 276  | 285  | 353  |
| Số liệu từ năm 1968: Dân số không tính trùng |      |      |      |      |      |      |